# The West Coast Pop Art Experimental Band
West Coast Pop Art Experimental Band (WCPAEB) foi uma banda americana de rock psicodélico formada no final dos anos 60 em Los Angeles, Califórnia. O grupo criou música que possuía uma atmosfera misteriosa e às vezes sinistra, e continha material que era abertamente político, infantil e bizarro. Representando diferentes origens musicais entre os membros da banda, o grupo, às vezes, lembrava um conjunto de folk rock tradicional ao estilo Byrds, mas o WCPAEB também, dentro do mesmo corpo de trabalho, gravou música de vanguarda marcada por harmonias vocais em várias camadas.
O aspirante a músico e cenógrafo Bob Markley conseguiu se juntar ao grupo The Laughing Wind em troca de suas conexões na indústria da música e um saldo financeiro substancial. A formação original de cinco integrantes consistia em Michael Lloyd (guitarra base, vocais), Shaun Harris (baixo, vocais), Danny Harris (guitarra principal, vocais), John Ware (bateria) e Markley (pandeiro, vocais).

## História
Por volta de 1960, Bob Markley, filho adotivo de um magnata do petróleo e formado em Direito, mudou-se para Los Angeles com a esperança de se tornar um astro. Em seu começo em Hollywood, como ator e cantor pop, teve pouco sucesso.
Ao mesmo tempo, os irmãos Danny e Shaun Harris, filhos do compositor Roy Harris, também se mudaram para Los Angeles, em 1963, ambos tocaram nos Snowmen. Em 1964 eles começaram a frequentar a Escola Profissional de Hollywood, onde ele conheceram Michael Lloyd, que havia tocado com vários grupos como The Rogues. Os irmãos Harris e Lloyd decidiram formar uma nova banda, inicialmente chamada de The Laughing Wind, e chegaram a gravar algumas demos com o produtor Kim Fowley. Fowley já conhecia Markley, e sugeriu que a banda de usar algumas de suas letras.
Em 1965, Fowley organizou uma festa particular na casa de Markley, festa em que os Yardbirds tocaram, e em que os irmãos Harris e Lloyd estavam presentes. Markley ficou impressionado com o número de adolescentes atraídos pela banda, e seus jovens músicos ficaram impressionados com a qualidade do equipamento de luz e som que Markley manejava. Incentivado por Fowley, Markley, Shaun Harris, Danny Harry e Michael Lloyd começar a trabalhar juntos, e
Com a entrada do baterista John Ware acabam formando o West Coast Pop Art Experimental Band.
A banda gravou sua estréia em 1966, "Volume 1", com a participação de Michael Lloyd, Shaun Harris, Dennis Lambert (guitarra) e Danny Belsky (percussão), com Markley fazendo alguns vocais. A maioria do material foi composto antes de Markley entrar na banda. O álbum inclui versões para sucessos da época e composições originais. Foi gravado em um estúdio caseiro, em San Vicente. A tiragem foi de aproximadamente uma centena de cópias em vinil. Foi relançado em cd em 1994.
Com um show de luzes impressionante, a banda tornou-se popular em Los Angeles e assinaram com a Reprise Records. Com essa gravadora, gravaram seu primeiro álbum profissional, intitulada "Part One", onde apresentam uma mescla entre músicas pop, baladas acústicas e rock psicodélico. Nesse disco, ficam evidentes as tensões entre os músicos da banda e Markley, quem efectivamente controlava os contratos e a postura de palco da banda. Markley, visto pelos seus companheiros como um músico sem talento, colaborou com algumas letras pseudo-psicodélica ea voz falada em algumas  seções do disco. Este álbum contou também com a presença do baterista Hal Blaine e pianista Van Dyke Parks. As disputas entre Markley e Lloyd levaram à inclusão do guitarrista Ron Morgan, que depois de um tempo se tornou um membro da banda.
Gravado e lançado em 1967, "Volume Dois - Breaking Through" foi o álbum mais ambicioso e coerente, com músicas inteiramente compostas pelos membros da banda. Destaque nas canções compostas por Markley, "Suppose They Give A War And No One Comes?"  - Parcialmente baseado em um discurso de Franklin D. Roosevelt - e a canção "Smell of Incense" O álbum começa a demonstrar obsessão lírica Markley por mulheres jovens.
O próximo álbum, "Volume III - A Child's Guide To Good And Evil" é considerado por muitos como o ponto mais alto, em termos musicais, alcançado pelo grupo. A maioria das canções espalharm uma mensagem ingênua de paz e amor, No entanto possui músicas carregadas de cinismo e irônia, como em "A Child Of A Few Hours Is Burning To Death". O disco mostra novamente a tensão entre os membros, as melodias dos irmãos Hrris, os efeitos de guitarra estridentes de Morgan e as declarações bizarras de Markley.
Os irmãos Harris desiludido com o pouco sucesso comercial da banda e o fato de trabalharem com Markley, fez com que formassem em 1968 a banda "California Spectrum" para fazer uma turnê, com a participação de Michael Lloyd. A turnê foi um fracasso e os irmãos Harris voltaram ao West Coast para gravar o álbum "Where's My Daddy?" onde Lloyd e Morgan também participaram. Em 1970 é lançado o álbum "Markley, a group", apresentado como um álbum solo de Markley, mas com contribuições da maioria dos membros da banda.
Depois de um tempo a banda deixou de existir. Michael Lloyd tornou-se vice-presidente de A & R da MGM, aos vinte anos, em 1969. Ele ganhou um Grammy com Lou Rawls, produziu sucessos como "The Osmonds", "Sahun Cassidy", "Leif Garrett" e a trilha sonora de "Dirty Dancing". Em 1973, Shaun Harris lançou um álbum solo, mas acabou se aposentando da cena musical para organizar um festival de filmes infantis. Danny Harris lançou um álbum solo em 1980, ele continuou trabalhando como um músico de folk e ator. Ron Morgan tocou com a banda "Three Dog Night" e depois com os Electric Prunes em uma turnê, trabalhou como motorista de táxi e zelador, e morreu em 1989 de hepatite. Bob Markley trabalhou como produtor musical, mas depois teve problemas de saúde, morrendo em 2003.

## Discografia

### Álbuns
- Volume One (1966, relançado em 1997)
- The West Coast Pop Art Experimental Band Part One (1967)
- Vol. 2 (Breaking Through) (1967)
- Volume 3: A Child's Guide To Good And Evil (1968)
- Where's My Daddy? (1969)
- Markley, a Group (1970)
- Transparent Day Sampler on Edsel Records ED 180 (1986)

### Singles
Reprise Records:
- "Shifting Sands" / "1906" (1967)
- "Help, I'm A Rock" / "Transparent Day" (1967)
- "Smell Of Incense" / "Unfree Child" (1968)

Amos Records:
- Free As A Bird/Where's My Daddy (1969)